# Ribadumia
Ribadumia – gmina w Hiszpanii, w prowincji Pontevedra, w Galicji, o powierzchni 19,71 km². W 2011 roku gmina liczyła 5166 mieszkańców.